# Cesare Ciardi
Cesare Ciardi (Firenze, 28 giugno 1818 – Strel'na, 13 giugno 1877) è stato un flautista e compositore italiano.

## Biografia
Il padre Giuseppe, originario di Prato fu discreto pittore e insegnante di disegno al Collegio Cicognini della città natale. Cesare iniziò lo studio del flauto sotto la guida del dilettante pratese Luigi Carlesi e all'età di nove anni, nel 1827, debuttò al Palazzo Reale di Firenze al cospetto di Nicolò Paganini che subito dopo portò con sé il fanciullo in tournée a Torino. Già a quel tempo suonava in duo col pistoiese Teodulo Mabellini. Solo nel 1838 si diplomò all'Imperiale e Regio Collegio San Gaetano di Firenze dove studiò anche composizione con Geremia Sbolci.

Anonimo, ritratto giovanile di Cesare Ciardi.

Nel 1840 eseguì la sua prima composizione, le ‘Variazioni per flauto e pianoforte sopra un tema della Lucrezia Borgia’, brano che stilisticamente tende ad esaltare le qualità virtuosistiche dello stesso Ciardi.
Al 1846 risale la sua prima tournée all'estero grazie all'interessamento dei fratelli Browne allievi inglesi di Ciardi in Toscana: durante i concerti a Londra conobbe il celebre flautista Jean Louis Tulou e si esibì nei più importanti teatri della città riscuotendo successo unanime.
Durante la tournée londinese del 1847 ebbe modo di incontrare Rudal e Rose, costruttori del nuovo flauto di Theobald Boehm: da essi fu convinto ad acquistarne un esemplare ma, come riportato sulla Gazzetta Fiorentina, “Il nostro Ciardi studiò il flauto Boehm ma come i suoi superiori Briccialdi e Marini tornò all'antico”. In effetti Ciardi non usò mai il flauto Boehm essendo un virtuosi del vecchio sistema a testata cilindrica e fori piccoli diatonici, ma contribuì sostanzialmente alla diffusione del ‘sistema Briccialdi’ soprattutto in Russia.
Nel 1851, anno della morte della moglie Cherubina, insieme ad una frenetica attività concertistica, Ciardi debuttò come operista con il melodramma giocoso ‘Il Sindaco e la Zia’ messo in scena al Teatro Borgognissanti di Firenze (probabilmente trattasi della stessa opera col titolo ‘L'Amo deluso' il cui manoscritto è custodito nella Biblioteca Comunale di Prato) con modesto successo di critica.
Il 5 ottobre del 1853 Ciardi partì per l'estero: Parigi e poi Pietroburgo dove resterà per anni come flautista dello Zar, direttori dei Teatri Imperiali e successivamente docente di flauto al neonato Conservatorio di Pietroburgo creato da Anton Grigorevič Rubinštejn; lì, per due anni (come scrive Fabbri, 1999), Pëtr Il'ič Čajkovskij studia flauto con Ciardi diventandone sincero amico; anche il celebre clarinettista Ernesto Cavallini lavorava nella stessa città entrando spesso in contatto con Ciardi. L'ultimo rimpatrio di Ciardi è del 1867 documentato dal programma di un ‘Gran Concerto Vocale e Strumentale’ a Prato dove Ciardi si esibì trionfalmente. Rientrato in Russia non poté più ritornare in Italia: un infarto lo stroncò improvvisamente il 13 giugno 1877.

## Composizioni

### Flauto/i solo
- Scherzo per due flauti op. 2
- Trio scolastico op. 24 (1852)
- Ricordi d'Album op. 43
- 6 Capricci “I Piaceri della Solitudine”
- 22 duettini
- Petite trio concertant s.o.
- Entr'acte for the ballet The Pharaoh's Daughter, 1862

### Flauto & pianoforte
- Variazioni op. 1 con Pianoforte, sopra un motivo della Lucrezia Borgia, al Nobil Giovine Sig. Roberto Hume, Lorenzi, Firenze 1846.
- Capriccio op. 12 ‘Il Fantastico’ con Pianoforte, sopra melodie di Bellini, Ricordi, Milano.
- Fantasia op. 21 con Pianoforte su vari motivi della Beatrice da Tenda, Ricordi, Milano.
- Scherzo op. 22 ‘Il Carnevale di Venezia di Paganini’ con Pianoforte, Ricordi, Milano.
- Fantaisie op. 23 avec Piano, sur des motifs de Luisa Miller, Ricordi, Milano.
- Fantasia op. 26 con Pianoforte, su diversi motivi del Rigoletto, Ricordi, Milano.
- Fantasia op. 27 ‘Simpatie pel Rigoletto’, con Pianoforte, Ricordi, Milano.
- Duo Concertant op. 29 sur l'opera I due Foscari de Verdi, Canti, Milano.
- Fantasia op. 34, L'Eco dell'Arno, Lucca, Milano.
- Fantasia op. 38 sopra motivi del Trovatore, Ricordi, Milano 1853.
- Fantasia op. 39 con Pianoforte, su motivi del Trovatore, Ricordi, Milano 1853.
- Fantasia op. 40 sopra alcuni motivi di Verdi, Ricordi, Milano 1853.
- Divertimento op. 41 con Pianoforte, sopra motivi del Trovatore, Ricordi, Milano 1853.
- Melodia op. 43 ‘Il Lamento dell'Abbandonato' con Pianoforte, Ricordi, Milano, sd.
- La Capricciosa. Fantasia op. 44, con Pianoforte, Ricordi, Milano, sd.
- Le Rossignol du Nord, Fantaisie op. 45 pour Flute et Piano, Ricordi, Milano 1861.
- Di chi? Polka-Mazurka op. 45 bis con Pianoforte, Ricordi, Milano.
- Canto elegiaco op. 46, con Pianoforte ‘Una lagrima sulla tomba di mio padre’, Ricordi, Milano.
- Fiori Rossiniani Fantasia op. 47, Al Signor Marchese Carlo Malaspina, Ricordi, Milano 1861.
- Valse en guise de Caprice op. 60 La Romantique, Ricordi, Milano, sd.
- Fantasia brillante op. 64 La Folle, Ricordi, Milano, sd.
- Fantasia originale, op. 122 ‘Il Pifferaro’ con Pianoforte (od Arpa), Lucca, Milano, sd.
- 3 Solos avec Piano: op. 124 – 126 Ricordi, Milano, sd.
- Gran Concerto in Re op. 129 con Pianoforte, Lucca, Milano, sd.
- 3 Nocturnes, avec Piano: op. 133 – 135, Canti, Milano.
- Fantaisies op. 211 et 212 sur des motifs de l'Opera "La Vie pour le Czar" de Glinka, Fürstner, Berlin [1875].
- Un sospiro alla memoria di Bellini, Capriccio, Melodie dell'opera Norma composto e dedicato a S. E. la Principessa Caterina Wsevoloysky, Ricordi, Milano 1846.
- ‘Verdiflautomaniaco’ collezione di 12 piccoli divertimenti per Flauto con accompagnamento di Pianoforte, Guidi, Firenze 1852.
- 4 Romanze senza parole, con Pianoforte, Ricordi, Milano, sd.
- 6 petites Fantaisies, Romances russes, Schmidt, Leipzig - Jürgenson, Mosca, sd.
- A S. E. il Sig. Generale Nicola Letounowskoy, Canti, Milano, sd.
- Andante et variations, Gutheil, Mosca, sd.
- Au bord du Rhin, barcarolle, Schott, Mainz, sd.
- Divertimento con accompagnamento di Pianoforte, sopra motivi dell'opera Ernani, composto e dedicato al Signor Graham Browne, Ricordi, Milano, sd.
- Divertimento sopra temi dei Lombardi, Ricordi, Milano, sd.
- Fantasia brillante, con Pianoforte, sopra motivi della Linda di Chamounix, Ricordi, Milano, sd.
- Fantasia, con Pianoforte, sopra due motivi della Lucia di Lamermoor composta ed umilmente dedicata a S. A. R. Il Principe Luitpo/do di Baviera, Lorenzi, Firenze s. d.
- Fantasia, con Pianoforte, sopra motivi del Roberto il Diavolo, Ricordi, Milano, sd.
- Fantasia, con Pianoforte, sopra motivi dell'opera Nabuccodonosor. All'amico  Enrico Calliezie, Canti, Milano, sd.
- I Baci. Ricordo d'Album, Ricordi, Milano, sd.
- Il Sospiro del cuore. Elegia per Flauto e Piano-Forte, Lucca, Milano, sd.
- L'Africaine, 3 Fantaisies élégantes, avec Piano, Ricordi, Milano, sd.
- La Piccerella, Tarantella per flauto con accompagnamento di Pianoforte, s.ed., sd.
- La Smorfiosetta. Capriccio per Flauto e Pianoforte, Lucca, Milano, sd.
- Le Carnaval Russe. Variations, avec Piano, sur motifi favori de l'opera Rognčda de Serojf, Ricordi, Milano, sd.
- Mazurka, Ricordi, Milano, sd.
- Morceau de Salon. Theme et Variations, avec Piano, sur un motif du Faust, Ricordi, Milano, sd.
- Notturno a guisa di Capriccio, dalla Beatrice di Tenda di Bellini, Ricordi, Milano, sd.
- Prima miniatura per flauto e Piano sull'Opera I Due Foscari di Verdi, Comp. e ded. al Nobil Giovane Sig. fames Paget, Lorenzi, Firenze, sd.
- Solo du Ballette: la Fille de Pharao, Gutheil, Mosca, sd.
- Souvenir de Moscou. Fantaisie brillante avec Piano, sur des themes populaires Russes, Ricordi, Milano, sd.

### Musica da camera
- Le Rossignol op. 61 (Soprano, fl.&p.no)
- Duetto Concertante op. 121 (2fl.&p.no)
- Chant Elegiaque op. 132 (vl., vc., orgue & Harp)
- Variazioni brillanti su motivi russi (2fl.&p.no)
- Duetto nell'opera “Maria Padilla” (2fl.&p.no)
- Duetto concertante su temi del “Barbiere di Siviglia” (fl., vl.&p.no)

### Orchestra
- Il Carnevale di Venezia op. 22 per flauto e archi
- Gran Concerto Militare (fl., cl., tr. & orch.)
- 'Le Carnaval Russe' per flauto e orchestra

### Lavori didattici
- Metodo elementare per flauto (Milano, 1850)
- 6 studi per flauto (Milano, 1850)
- 12 preludi op. 127 (Milano, 1850)
- 50 Point d'Orgue pour le Conservatoire de St. Petersbourg (Leipzig, 1856)
- 22 Etude (Moscow, 1860)
- Neue Flötenschule (Moscow, 1860)